# Gander Lake
Gander Lake är en sjö i Kanada.   Den ligger i provinsen Newfoundland och Labrador, i den östra delen av landet, 1 600 km öster om huvudstaden Ottawa. Gander Lake ligger 58 meter över havet. Arean är 113 kvadratkilometer.
I omgivningarna runt Gander Lake växer i huvudsak blandskog. Trakten runt Gander Lake är nära nog obefolkad, med mindre än två invånare per kvadratkilometer.